# بقعه امامزاده سید زین‌الدین
بقعه امامزاده‌سیدزین الدین مربوط به دوره قاجار است و در سمنان، محله زاوقان واقع شده و این اثر در تاریخ ۲۵ اسفند ۱۳۸۰ با شمارهٔ ثبت ۵۶۵۵ به‌عنوان یکی از آثار ملی ایران به ثبت رسیده است.